# Magnet (Nebraska)
Pour les articles homonymes, voir Magnet.
Magnet est un village du comté de Cedar, dans l'État du Nebraska, aux États-Unis. En 2020, il comptait une population de 46 habitants.